# Lactancio
Lucio Cecilio Firmiano Lactancio  (en latín: L. Caecilius Firmianus s. Lactantius; c. 245-c. 325) fue un escritor latino y apologista cristiano nacido en el norte de África, discípulo del maestro africano de retórica Arnobio. 

## Biografía
Enseñó retórica en varias ciudades orientales del Imperio romano. Fue instituido profesor de retórica en Nicomedia por Diocleciano. Habiéndose convertido al cristianismo, el primer edicto de Diocleciano contra los cristianos de febrero de 303 provocó su despido. Según Jerónimo, vivió en la pobreza subsistiendo como escritor hasta que Constantino I lo reivindicó, convirtiéndolo en tutor de latín de su hijo Crispo. Podría haber acompañado a este último a Tréveris en 317 cuando fue designado césar. Crispo fue ejecutado en Istria en 326, pero se ignora si Lactancio corrió la misma suerte.

## Obra

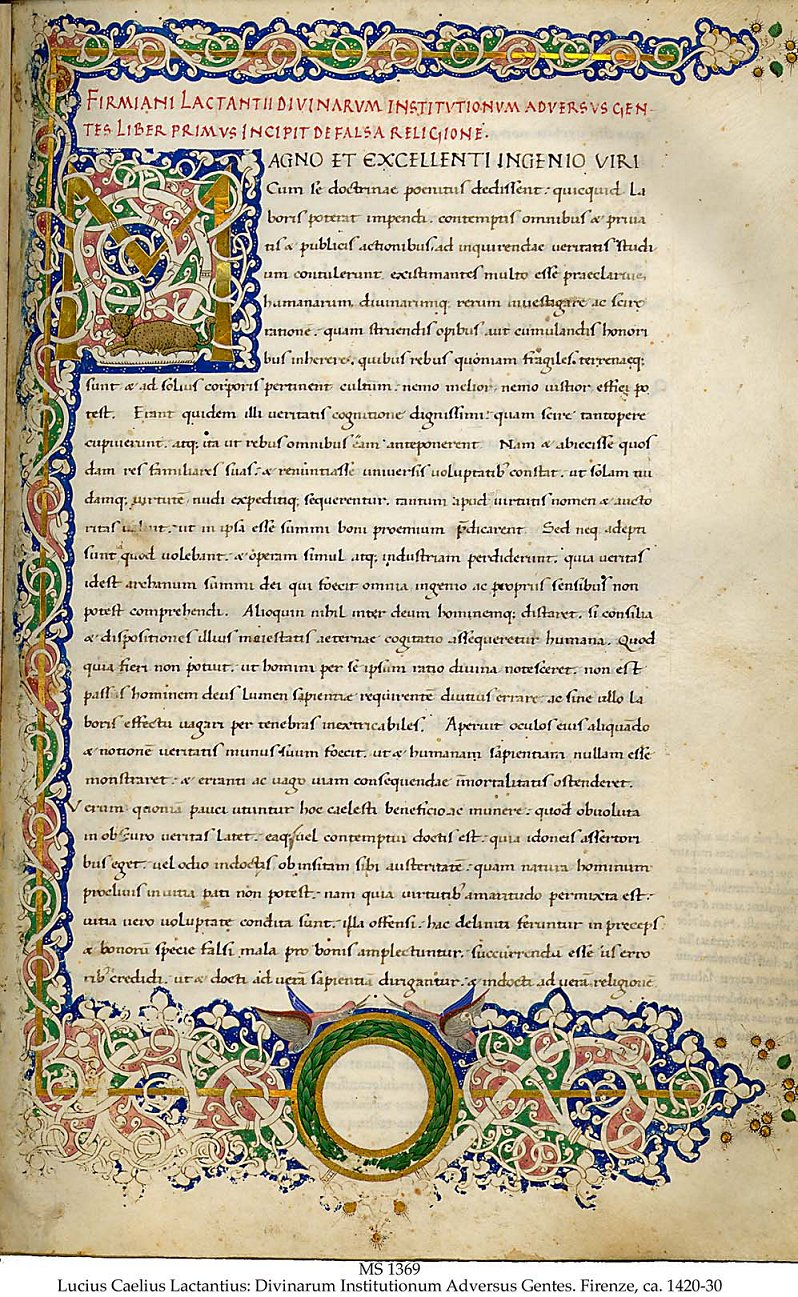
Comienzo de las Instituciones divinas de Lactancio en un manuscrito renacentista escrito en Florencia ca. 1420-1430 por Guglielmino Tanaglia.

Solo se conservan sus obras cristianas. Las principales obras son: De opificio Dei (303-304) (Sobre la obra de Dios), en la que pretende demostrar la existencia de la providencia divina tomando como base la forma del cuerpo humano; De ira Dei (Sobre la ira de Dios), sostiene contra los filósofos estoicos y epicúreos que la ira es un componente necesario del carácter de Dios, que debe repartir justo castigo contra los malhechores; y las Divinarum Institutionum (Instituciones divinas). Esta última es una obra de gran envergadura (siete libros), una defensa de la doctrina cristiana como un sistema armonioso y lógico. 
Lactancio fue criticado por los cristianos por sus creencias poco ortodoxas, y nunca fue considerado un Padre de la Iglesia, de hecho sus escritos fueron incluidos en el Índice.
Escribió en una prosa de estilo ciceroniano, de hecho se lo llamó Cicerón cristiano, en un tono más bien persuasivo que polémico, procurando justificar la fe por la razón antes que por la autoridad. Una excepción a este estilo de escribir es De mortibus persecutorum (Sobre las muertes de los perseguidores) escrita en la Galia en el 318, poco después del triunfo del cristianismo. Se trata de una  descripción de los destinos de los emperadores que persiguieron a los cristianos, especialmente en la época de Lactancio.
Lactancio y Cosmas Indicopleustes son los dos únicos autores cristianos de la Antigüedad y del Medioevo que defendieron la idea de una Tierra plana. Lactancio, de manera incidental, dedujo que era incorrecto suponer que el Universo, esto es la Tierra y los Cielos, fuesen esféricos.

¿Hay alguien tan ignorante que crea que hay hombres cuyos pies están por encima de sus cabezas? ¿O que todo lo que hay a nuestro lado puede estar al revés: que las plantas y los árboles crezcan al revés y que la lluvia, la nieve y el granizo caigan hacia arriba sobre la tierra?.... Yo, por mi parte, podría demostrar con muchos argumentos que no puede suceder en absoluto que el cielo esté debajo de la tierra; y lo haría si no fuera porque ya tengo que acabar este libro y todavía me quedan algunas cosas cuyo tratamiento es más necesario en esta obra.
Lactancio. Instituciones divinas, Libro III, capítulo 24, 1-11.

Esta idea, sin embargo, no tuvo influencia en el pensamiento posterior y la idea de que Lactancio defendía activamente la creencia en una Tierra plana es posterior al Renacimiento, siendo afirmada por Copérnico y popularizada por Voltaire (véase al respecto: Mito de la creencia en una Tierra plana). 